# Kjell Nyberg
Kjell Erik Nyberg, född 26 januari 1951, är en svensk före detta fotbollsspelare och fotbollstränare, mest känd som spelare och ledare i Kalmar FF. Innan han kom till Kalmar spelade han i Djurgårdens IF.
Nyberg gjorde 1975 i sista omgången av division II Södra det avgörande målet, till 3–2 för Kalmar på Fredriksskans mot Västra Frölunda IF, som säkrade allsvenskt avancemang för smålänningarna till allsvenskan. Han har gjort två A-landskamper och sex U-19-landskamper.
Efter spelarkarriären var Nyberg under närmare 40 år aktiv som ledare i Kalmar FF i olika roller, bland andra a-lagstränare, Tipselit-tränare, sportchef och talangscout. 1985 ledde han som manager Kalmar FF till en andraplats i allsvenskan, och blev därefter erbjuden jobbet som förbundskapten för Sveriges herrlandslag, vilket han dock tackade nej till. Efter säsongen 2013 gick han i pension.
Nyberg är invald i Kalmar FF:s Wall of Fame.